# Eugalta pilosa
Eugalta pilosa är en stekelart som först beskrevs av Szepligeti 1914.  Eugalta pilosa ingår i släktet Eugalta och familjen brokparasitsteklar. Utöver nominatformen finns också underarten E. p. nigricoxa.